# 散光
散光又稱亂視，是一种由于眼睛屈光力旋转不对称造成的屈光不正，患者的眼睛不能將光均勻地聚焦在視網膜上，而导致在任何距离都会出现视力扭曲、失真、模糊。其他症狀還有視覺疲勞、夜間行車困難。散光通常發生在出生時，並在之後發生變化或發展。如果散光發生在兒童發育早期，卻沒有接受治療，可能會導致弱視。
散光的肇因仍屬不明，據信有部分跟遺傳因素有關，其根本機制為角膜有不規則的曲率或水晶體異常。診斷方式為接受視力測試來判斷。
現存的三個治療方式為配戴眼鏡或隱形眼鏡以及眼部手術。戴眼鏡最簡單，戴隱形眼鏡可以獲得較廣的視野，接受雷射視力矯正手術可以永久性改變眼睛的形狀。
在歐洲和亞洲，患有散光者約佔成人的三成到六成，全年齡層的人都可能患有散光。1801 年，湯瑪士·楊格首次報導了散光的病例。

## 癥兆和症狀
雖然散光可能是無症狀的，較高度的散光可能造成視力模糊、複視、眯眼、視疲勞、疲勞和頭痛。有些研究指出散光與較高的偏頭痛發病率之間的連結。

## 成因

### 先天性
先天性散光的成因不明，據信部分跟遺傳因素有關。根據雙胞胎研究，遺傳在2007年的散光學中似乎只佔了小部分。
全基因組關聯分析（Genome-wide association study）已被用於調查散光的遺傳基礎。雖然沒有顯示出結論性的結果，但已經識別出各種候選方案。2011年一項對各種亞洲人口進行的研究中，確定4q12染色體上的PDGFRA基因變異與角膜散光有關。

### 後天性
白內障手術或角膜損傷後也可能出現散光。傷口或白內障手術的疤痕收縮，會使角膜朝一個方向變平，導致散光。圓錐角膜漸進變薄和變陡的角膜會導致不規則散光。

## 病理生理學
不論是規則散光或不規則散光，都是由外部（角膜表面）和內部（角膜後表面、水晶體、房水、視網膜、和眼腦介面）的光學特性總和所造成。有些人受外部的光學特性影響較多，有些人是內部的光學特性主導。重要的事，外部和內部散光的軸向和大小不一定要重合，但根據定義，是兩者的組合決定了眼睛整體的光學。

## 診斷
視力檢查中有數個測試是用來確定散光存在並量化度數和軸度。視力檢查表可以初步發現視力下降。可能會用角膜曲率計（keratometer)來測量角膜前表面最陡和最平坦的主經線之曲率。角膜地形圖儀可以用來取得更精確的角膜形狀。自動驗光儀或視網膜檢影鏡可以提供眼睛屈光誤差的客觀評估，在綜合驗光儀或試鏡架中使用傑克森交叉圓柱鏡可以主觀的微調測量結果。